# 金榜 (清)
金 榜（きん ぼう、1735年 - 1801年）は、中国清代の学者。字は蕊中または輔之、檠斎と号す。徽州府歙県の出身。

## 生涯
若い時から科挙のためだけの学問をすることを潔しとせず、江永や戴震を師と仰ぎ古文辞の研究を進める。乾隆31年（1766年）に挙人となり内閣中書に抜擢される。乾隆37年（1772年）に状元となり、翰林院修撰に任命された。彼が科挙の試験を首席で突破した時の答案は、文京区にある東洋文庫ミュージアムに現物が展示されている。晩年には隠居して研究生活をおくる。彼の学問の系統は、同門の程瑤田と同じく段玉裁や王念孫の流れをくみ、「礼」「小学」の個別的追求に傾き、皖派（徽派）と呼ばれることがある。狭いテーマを深く考究するタイプの学者であり、主著の『礼箋』は「礼」についての関連資料を余すところなく収集したもので、程瑤田の『通芸録』とともに最もよいと評される。

## 著書
- 『礼箋』3巻（乾隆59年刊行）
- 『周易攷占』